# Имперски конкордат
Конкордатът от 1933 година (на немски: Reichskonkordat, Имперски конкордат) е договор (конкордат), сключен на 20 юли 1933 г. между нацистка Германия и Светия престол и определящ статута на Римокатолическата църква в Германия. Той е в сила и понастоящем, макар че влиза в определени противоречия със следвоенното германско законодателство.

## История
По исторически причини, в Южна Германия (особено в Бавария) преобладава католицизма. След обединението на Германия, канцлерът Ото фон Бисмарк провежда антикатолическа политика, известна като Културкампф. Тя е съпроводена от законодателни ограничения и репресии, и към края на 1870-те години свещениците се лишават от близо една четвърт от приходите си.
Сключването на конкордати с различни държави е част от външната политика на папа Пий XI. Започвайки от 1922 г. са сключени няколко десетки споразумения, в това число Латеранските договори от 1929 г. с фашистка Италия. Във Ваймарската република, Ватикана е представляван от нунций, а по-късно кардинал Еугенио Пачели (бъдещия папа Пий XII), който през 1920-те години се стреми към подписването на конкордат, но първоночолно не постига успехи.
НСДАП идва на власт през 1933 г. в това число с поддръжката на католическата партия „Център“, чиито влиятелен представител е Франц фон Папен станал вицеканцлер в правителството на Хитлер. Хитлер, избран за канцлер на 30 януари, възобновява преговорите.
Преговорите, водени от фон Папен, Пачели и бившия ръководител на центристите Лудвиг Каас, завършват бързо с подписването на споразумението на 20 юли 1933 г. На 10 септември се състои и неговата ратификация.